# 39a Divisió (Exèrcit Popular de la República)
La 39a Divisió va ser una de les divisions de l'Exèrcit Popular de la República que es van organitzar durant la Guerra Civil espanyola sobre la base de les Brigades Mixtes. Va intervenir en les batalles de Terol, Alfambra i Llevant.

## Historial
La unitat va ser creada el 13 d'abril de 1937 al Front de Terol. La divisió inicialment va quedar adscrita a l'«Exèrcit d'operacions de Terol», passant posteriorment al XIII Cos d'Exèrcit.
Va quedar composta per les brigades mixtes 22a, 64a i 81a, sota el comandament del coronel José Sánchez Ledesma.
Batalla de Terol
El desembre de 1937 va quedar situada com a reserva de l'Exèrcit republicà, sota el comandament del major Francisco Alba Rebullido, de cara a la batalla de Terol. El 30 de desembre va ser mobilitzada i enviada al front; els seus efectius van procedir a rellevar a la 11a Divisió d'Enrique Líster, que fins llavors havia portat el gruix de les operacions en el cèrcol de Terol. L'endemà les forces de la 39a Divisió, al costat de les divisions 40a i 25a, van aconseguir detenir un contraatac franquista i restablir el front. Durant les següents jornades va romandre destacada en el front, mentre la voltada guarnició franquista de Terol es rendia.
El 17 de gener de 1938, cobrint el sector de «Celadas», les forces de la 39a Divisió —especialment la 22a Brigada Mixta— van rebre el gruix de l'atac enemic, que va causar elevades baixes en la unitat. No obstant això, les altres dues brigades de la 39a Divisió van aconseguir frustrar l'intent franquista de tallar la carretera de Terol a Alcanyís.
Com a resultat d'aquestes operacions la unitat va quedar molt infringida, per la qual cosa va tenir un mal rendiment durant la batalla de l'Alfambra.
Campanya de Llevant
Després de la batalla de Terol la divisió va quedar situada en rereguarda, reposant-se de les seves pèrdues. A la fi d'abril la divisió degué retirar-se davant l'atac del Cos d'Exèrcit de Castella, evitant quedar destruïda. El 30 d'abril de 1938 va ser adscrita al XIX Cos d'Exèrcit, ja embardissada en plena campanya del Llevant. Durant les següents setmanes la unitat va tenir un bon comportament, mantenint les seves posicions enfront dels assalts franquistes. Va ser felicitada per les autoritats republicanes, i fou condecorada amb la medalla al valor. Amb posterioritat la 39a Divisió va passar a quedar integrada en el XVI Cos d'Exèrcit, disposada en línia.
Durant la resta de la contesa va romandre situada en el front de Llevant, sense intervenir en operacions militars de rellevància.

## Comandaments
Comandants
- coronel d'infanteria José Sánchez Ledesma;[n. 2]
- tinent coronel de la guàrdia civil Francisco Galán Rodríguez;[14]
- comandant d'infanteria Francisco Alba Rebullido;

Comissaris
- Sebastián Zapirain Aguinaga, del PCE;[15]
- César Romero Sánchez-Herrera, del PSOE;[16]

Cap d'Estat Major
- comandant d'infanteria Antero González López;
- comandant d'Infanteria Rafael Salas Fernández;

## Ordre de batalla
| Data             | Cos d'Exèrcit adscrit | Brigades Mixtes integrades | Front de batalla |
| ---------------- | --------------------- | -------------------------- | ---------------- |
| Abril de 1937    | —                     | 22a, 64a i 81a             | Terol            |
| Desembre de 1937 | XIII Cos d'Exèrcit    | 22a, 64a i 96a             | Terol            |
| Agost de 1938    | XVI Cos d'Exèrcit     | 64a, 96a i 129a            | Llevant          |